# حاصل‌ضرب
حاصل‌ضرب در ریاضیات، به نتیجهٔ عمل ضرب گفته می‌شود.
در ریاضیات، حاصل‌ضرب نتیجهٔ ضرب یا یک عبارت است که اشیاء (اعداد یا متغیرها)یی را که باید در هم ضرب شوند، مشخص می‌کند، که به آن‌ها «عامل» گفته می‌شود. برای نمونه، ۲۱ حاصل‌ضرب ۳ و ۷ است (نتیجهٔ ضرب)، و {\displaystyle x\cdot (2+x)} حاصل‌ضرب {\displaystyle x} و {\displaystyle (2+x)} است (یعنی دو عامل باید در هم ضرب شوند).
وقتی یکی از عامل‌ها یک عدد صحیح باشد، حاصل‌ضرب را چندبرابر می‌نامند.
ترتیب ضرب اعداد حقیقی یا مختلط در نتیجهٔ ضرب تأثیری ندارد؛ این ویژگی «قانون جابجایی» ضرب نامیده می‌شود. اما در ضرب ماتریس‌ها یا اعضای ساختارهای جبری دیگر، معمولاً نتیجه به ترتیب عامل‌ها بستگی دارد. برای نمونه، ضرب ماتریسی خاصیت جابجایی ندارد، و این ویژگی در بسیاری دیگر از ضرب‌ها در جبر نیز برقرار است.
در ریاضیات، گونه‌های گوناگونی از حاصل‌ضرب تعریف شده‌اند: افزون بر ضرب اعداد، چندجمله‌ای‌ها یا ماتریس‌ها، می‌توان حاصل‌ضرب را بر بسیاری از ساختار جبری‌ها نیز تعریف کرد.
حاصل‌ضرب یعنی نتیجهٔ ضرب‌کردن چند عدد یا مقدار در هم. ساده‌ترین شکلش همان ضرب دو عدد است، مثل ۳×۴ که می‌شود ۱۲. ولی در ریاضیات، حاصل‌ضرب می‌تواند شکل‌های پیچیده‌تری هم داشته باشد، مثل ضرب ماتریس‌ها، بردارها یا توابع. در همهٔ این حالت‌ها، حاصل‌ضرب ترکیبی از چند چیز است که طبق قواعد خاصی در هم ضرب می‌شوند تا نتیجه‌ای تازه به دست آید.
گونه‌ها: 
۱. حاصل‌ضرب معمولی (اعداد)، مثلاً ۳×۵ یعنی جمع ۵ تا ۳ یا ۳ تا ۵ که می‌شود ۱۵.
۲. حاصل‌ضرب برداری (ضرب نقطه‌ای): وقتی دو بردار را طوری ضرب می‌کنیم که حاصل یک عدد می‌شود. این عدد نشان می‌دهد چقدر دو بردار در یک راستا هستند.
۳. حاصل‌ضرب خارجی (برداری): وقتی دو بردار را ضرب می‌کنیم و نتیجه خودش یک بردار جدید است که بر هر دو بردار عمود است. این ضرب بیشتر در فیزیک کاربرد دارد.
۴. حاصل‌ضرب ماتریس‌ها: ضرب دو جدول عددی (ماتریس) که با جمع ضرب‌های سطری و ستونی به دست می‌آید. برای مثال، سطر اول یکی را با ستون اول دومی ضرب می‌کنیم تا عنصر جدید به‌دست آید.
۵. حاصل‌ضرب دکارتی: ترکیب همه حالت‌های ممکن بین اعضای دو مجموعه. مثلاً اگر یکی دو عضو و دیگری سه عضو داشته باشد، حاصل‌ضربشان شش جفت مرتب است.
۶. حاصل‌ضرب نرده‌ای با بردار یا ماتریس: یعنی ضرب یک عدد معمولی (اسکالر) در یک بردار یا ماتریس، که فقط باعث بزرگ یا کوچک شدن آن می‌شود.
۷. حاصل‌ضرب تانسوری: نوعی ضرب برای اشیاء پیچیده‌تر از ماتریس، در ریاضی پیشرفته یا فیزیک نظری به کار می‌رود.
۸. حاصل‌ضرب هادامارد (عنصری): ضرب دو ماتریس هم‌اندازه که فقط عناصر متناظر آن‌ها در هم ضرب می‌شوند.
۹. حاصل‌ضرب کرونه‌کر: ترکیب خاصی از دو ماتریس که یک ماتریس بزرگ‌تر می‌سازد؛ در نظریه سامانه‌ها یا پردازش سیگنال کاربرد دارد.
۱۰. حاصل‌ضرب گراف‌ها: ترکیبی از دو گراف که گراف جدیدی با ویژگی‌های خاص تولید می‌کند، بیشتر در نظریه گراف کاربرد دارد.
هر کدام از این‌ها برای نوع خاصی از مسئله ریاضی یا کاربرد در علوم مثل فیزیک، آمار یا رایانه به‌کار می‌روند.

## حاصل‌ضرب دو عدد
در آغاز، حاصل‌ضرب به‌معنای نتیجهٔ ضرب دو یا چند عدد بود. برای نمونه، عدد 15 حاصل‌ضرب 3 و 5 است. قضیه اساسی حساب بیان می‌کند که هر عدد مرکب حاصل‌ضرب یکتای اعداد اول است، با این شرط که ترتیب عامل‌ها مهم نیست.
با معرفی نمادگذاری ریاضی و متغیرها در پایان سدهٔ پانزدهم، معمول شد که ضرب عددهایی را بررسی کنند که یا مشخص نیستند (مانند ضریب‌ها و پارامترها) یا باید پیدا شوند (مانند مجهول‌ها). ضرب‌هایی که نمی‌توان آن‌ها را به‌طور عددی محاسبه کرد، حاصل‌ضرب نامیده می‌شوند. برای نمونه، در معادله خطی {\displaystyle ax+b=0}، عبارت {\displaystyle ax} نشان‌دهندهٔ حاصل‌ضرب ضریب {\displaystyle a} در مجهول {\displaystyle x} است.
از سدهٔ نوزدهم به بعد، عملیات دوتایی جدیدی معرفی شدند که الزاماً شامل عدد نبودند، اما به آن‌ها نیز حاصل‌ضرب گفته شد؛ برای نمونه، ضرب نقطه‌ای. بیشتر این مقاله به این گونه حاصل‌ضرب‌های غیرعددی اختصاص دارد.

## حاصل‌ضرب دنباله‌ای از عناصر
علامت حاصل‌ضرب برای ضرب دنباله‌ای با حرف بزرگ یونانی پی Π نشان داده می‌شود (مشابه استفاده از حرف بزرگ سیگما Σ برای نماد جمع‌پذیری).
برای نمونه، عبارت {\displaystyle \textstyle \prod _{i=1}^{6}i^{2}} شکل دیگری از نوشتن {\displaystyle 1\cdot 4\cdot 9\cdot 16\cdot 25\cdot 36} است.
اگر دنباله تنها شامل یک عدد باشد، حاصل‌ضرب همان عدد است؛ حاصل‌ضرب هیچ عاملی (یعنی ضرب تهی) برابر ۱ است و به آن حاصل‌ضرب تهی می‌گویند.

## حلقه‌های جابجایی
حلقه‌های جابجایی دارای عمل ضرب هستند.

### کلاس باقیمانده اعداد صحیح
کلاس‌های باقیمانده در حلقهٔ {\displaystyle \mathbb {Z} /N\mathbb {Z} } قابل جمع‌زدن هستند:
{\displaystyle (a+N\mathbb {Z} )+(b+N\mathbb {Z} )=a+b+N\mathbb {Z} }
و نیز قابل ضرب‌کردن:
{\displaystyle (a+N\mathbb {Z} )\cdot (b+N\mathbb {Z} )=a\cdot b+N\mathbb {Z} }

### هم‌پیچی

هم‌پیچی موج مربعی با خودش که تابع مثلثی را نتیجه می‌دهد

دو تابع از اعداد حقیقی به خودش را می‌توان به شیوه‌ای دیگر، موسوم به هم‌پیچی، ضرب کرد.
اگر:
{\displaystyle \int \limits _{-\infty }^{\infty }|f(t)|,\mathrm {d} t<\infty \qquad {\mbox{و}}\qquad \int \limits _{-\infty }^{\infty }|g(t)|,\mathrm {d} t<\infty ,}
آنگاه انتگرال زیر تعریف‌شده است و هم‌پیچی نام دارد:
{\displaystyle (f*g)(t):=\int \limits _{-\infty }^{\infty }f(\tau )\cdot g(t-\tau ),\mathrm {d} \tau }
زیر تبدیل فوریه، هم‌پیچی به ضرب نقطه‌ای توابع تبدیل می‌شود.

### حلقه‌های چندجمله‌ای
ضرب دو چندجمله‌ای به‌صورت زیر تعریف می‌شود:
{\displaystyle \left(\sum _{i=0}^{n}a_{i}X^{i}\right)\cdot \left(\sum _{j=0}^{m}b_{j}X^{j}\right)=\sum _{k=0}^{n+m}c_{k}X^{k}}
که در آن داریم:
{\displaystyle c_{k}=\sum _{i+j=k}a_{i}\cdot b_{j}}

## حاصل‌ضرب‌ها در جبر خطی
گونه‌های گوناگونی از حاصل‌ضرب در جبر خطی وجود دارند. برخی از این ضرب‌ها دارای نام‌های مشابهی (مانند حاصل‌ضرب بیرونی و حاصل‌ضرب خارجی) ولی معانی متفاوتی‌اند، در حالی که برخی دیگر نام‌های متفاوتی دارند (مانند حاصل‌ضرب بیرونی، حاصل‌ضرب تانسوری، و حاصل‌ضرب کرونکر) اما مفهومی بسیار نزدیک را منتقل می‌کنند. مروری کوتاه بر این موارد در ادامه آمده است.

### ضرب اسکالر
الگو:ادامه‌دار
بر اساس تعریف فضای برداری، می‌توان حاصل‌ضرب هر اسکالر با هر برداری را تشکیل داد که نگاشتی به صورت {\displaystyle \mathbb {R} \times V\rightarrow V} می‌دهد.

### ضرب داخلی (اسکالر)
ضرب داخلی یک نگاشت دوتایی خطی است:
{\displaystyle \cdot :V\times V\rightarrow \mathbb {R} }
با این شرط که برای هر {\displaystyle v\in V,v\neq 0}، مقدار {\displaystyle v\cdot v>0} باشد.
با استفاده از ضرب داخلی می‌توان هنجار را تعریف کرد:
{\displaystyle |v|:={\sqrt {v\cdot v}}}
همچنین می‌توان زاویهٔ بین دو بردار را تعریف کرد:
{\displaystyle \cos \angle (v,w)={\frac {v\cdot w}{|v|\cdot |w|}}}
در فضای اقلیدسی n-بعدی، ضرب استاندارد (معروف به ضرب نقطه‌ای) به‌صورت زیر تعریف می‌شود:
{\displaystyle \left(\sum _{i=1}^{n}\alpha _{i}e_{i}\right)\cdot \left(\sum _{i=1}^{n}\beta _{i}e_{i}\right)=\sum _{i=1}^{n}\alpha _{i},\beta _{i}}

### ضرب برداری در فضای سه‌بعدی
ضرب برداری دو بردار در فضای سه‌بعدی، برداری است که بر دو بردار اولیه عمود است و طول آن برابر با مساحت متوازی‌الأضلاعی است که این دو بردار آن را می‌سازند.
ضرب برداری را می‌توان به‌صورت صوری (یادآوری‌کنندهٔ دترمینان) نوشت:
{\displaystyle \mathbf {u\times v} ={\begin{vmatrix}\mathbf {i} &\mathbf {j} &\mathbf {k} \ u_{1}&u_{2}&u_{3}\ v_{1}&v_{2}&v_{3}\ \end{vmatrix}}}

### ترکیب نگاشت‌های خطی
یک نگاشت خطی تابعی است از یک فضای برداری V به فضای W بر روی میدان F که برای هر بردار {\displaystyle x_{1},x_{2}\in V} و هر اسکالر {\displaystyle t_{1},t_{2}\in \mathbb {F} } رابطهٔ زیر را برقرار می‌کند:
{\displaystyle f(t_{1}x_{1}+t_{2}x_{2})=t_{1}f(x_{1})+t_{2}f(x_{2})}
اگر تنها به فضای‌های برداری با بُعد متناهی نگاه کنیم، آنگاه خواهیم داشت:
{\displaystyle f(\mathbf {v} )=f\left(v_{i}\mathbf {b_{V}} ^{i}\right)=v_{i}f\left(\mathbf {b_{V}} ^{i}\right)={f^{i}}_{j}v_{i}\mathbf {b_{W}} ^{j}}
که در آن bV و bW پایه‌های فضاهای V و W هستند، و vi مؤلفهٔ بردار v بر پایهٔ مربوطه است. این نگارش از قرارداد جمع انیشتین پیروی می‌کند.
حال ترکیب دو نگاشت خطی را در نظر بگیریم: نگاشت f از V به W و نگاشت g از W به U باشد. آنگاه:
{\displaystyle g\circ f(\mathbf {v} )=g\left({f^{i}}_{j}v_{i}\mathbf {b_{W}} ^{j}\right)={g^{j}}_{k}{f^{i}}_{j}v_{i}\mathbf {b_{U}} ^{k}}
یا به‌صورت ماتریسی:
{\displaystyle g\circ f(\mathbf {v} )=\mathbf {G} \mathbf {F} \mathbf {v} }
که در آن سطر iام و ستون jام ماتریس F برابر با fji و سطر iام و ستون jام ماتریس G برابر با gji است.
ترکیب بیش از دو نگاشت خطی را نیز می‌توان با زنجیره‌ای از ضرب ماتریس‌ها نشان داد.

### حاصل‌ضرب دو ماتریس
فرض کنید دو ماتریس با درایه‌های حقیقی داشته باشیم: {\displaystyle A} در {\displaystyle \mathbb {R} ^{s\times r}} و {\displaystyle B} در {\displaystyle \mathbb {R} ^{r\times t}} (تعداد ستون‌های {\displaystyle A} باید با تعداد سطرهای {\displaystyle B} برابر باشد). آنگاه حاصل‌ضرب آن‌ها، یعنی {\displaystyle }، ماتریسی در {\displaystyle \mathbb {R} ^{s\times t}} است که درایه‌هایش برابرند با مجموع ضرب‌های درایه‌های متناظر از سطرهای {\displaystyle A} و ستون‌های {\displaystyle B}:
{\displaystyle c_{ij}=\sum _{k=1}^{r}a_{ik}b_{kj}=a_{i1}b_{1j}+a_{i2}b_{2j}+\cdots +a_{ir}b_{rj}}

### ترکیب نگاشت‌های خطی به‌صورت ضرب ماتریسی
رابطه‌ای میان ترکیب نگاشت‌های خطی و ضرب ماتریسی وجود دارد. فرض کنیم r = dim(U)، s = dim(V) و t = dim(W) باشند (ابعاد فضاهای برداری U و V و W).
اگر:
{\displaystyle {\mathcal {U}}={u_{1},\ldots ,u_{r}}} پایه‌ای برای U،
{\displaystyle {\mathcal {V}}={v_{1},\ldots ,v_{s}}} پایه‌ای برای V، و
{\displaystyle {\mathcal {W}}={w_{1},\ldots ,w_{t}}} پایه‌ای برای W باشند، آنگاه:
{\displaystyle A=M_{\mathcal {V}}^{\mathcal {U}}(f)\in \mathbb {R} ^{s\times r}} ماتریس نگاشت f : U → V است.
{\displaystyle B=M_{\mathcal {W}}^{\mathcal {V}}(g)\in \mathbb {R} ^{r\times t}} ماتریس نگاشت g : V → W است.

پس:
{\displaystyle B\cdot A=M_{\mathcal {W}}^{\mathcal {U}}(g\circ f)\in \mathbb {R} ^{s\times t}}
یعنی ضرب ماتریسی نمایش مختصاتی ترکیب نگاشت‌های خطی است.

### حاصل‌ضرب تانسوری فضاهای برداری
اگر ‎V‎ و ‎W‎ دو فضای برداری با بُعد متناهی باشند، حاصل‌ضرب تانسوری آن‌ها به‌صورت یک تانسور نوع ‎(۲،۰)‎ تعریف می‌شود:
{\displaystyle V\otimes W(v,w)=V(v)\,W(w),\quad \forall v\in V^{*},\ \forall w\in W^{*}}
که در آن ‎V^‎ و ‎W^‎ فضای دوگان ‎V‎ و ‎W‎ هستند.
برای فضاهای برداری نامتناهی‌بعد، داریم:
حاصل‌ضرب تانسوری فضاهای هیلبرت
حاصل‌ضرب تانسوری توپولوژیکی
حاصل‌ضرب تانسوری، حاصل‌ضرب بیرونی و حاصل‌ضرب کرونکر همه مفهوم کلی مشابهی دارند. تفاوت آن‌ها در این است که حاصل‌ضرب کرونکر صرفاً حاصل‌ضرب تانسوری ماتریس‌هاست (بر مبنای پایه‌ای مشخص)، در حالی که حاصل‌ضرب تانسوری معمولاً به‌صورت تعریف درونی ارائه می‌شود. حاصل‌ضرب بیرونی نیز همان حاصل‌ضرب کرونکر است، محدود به بردارها.

### ردهٔ اشیائی که دارای حاصل‌ضرب تانسوری‌اند
در حالت کلی، هرگاه دو شیء ریاضیاتی داشته باشیم که بتوان آن‌ها را به روشی ترکیب کرد که همانند حاصل‌ضرب تانسوری در جبر خطی عمل کند، این حالت را می‌توان به‌شکل کلی با حاصل‌ضرب درونی در یک ردهٔ مونوئیدی درک کرد. یعنی، ردهٔ مونوئیدی دقیقاً مفهوم حاصل‌ضرب تانسوری را در خود جای داده‌است؛ این رده بیان می‌کند که چرا و چگونه حاصل‌ضرب تانسوری به‌گونه‌ای خاص رفتار می‌کند.
به‌بیان دقیق‌تر، یک ردهٔ مونوئیدی، ردهای است از تمام اشیائی (از یک نوع مشخص) که دارای حاصل‌ضرب تانسوری هستند.

### سایر حاصل‌ضرب‌ها در جبر خطی
گونه‌های دیگری از حاصل‌ضرب در جبر خطی وجود دارند، از جمله:
حاصل‌ضرب هادامارد
حاصل‌ضرب کرونکر
حاصل‌ضرب تانسورها: 
- - حاصل‌ضرب گُوِه یا خارجی
  - حاصل‌ضرب درونی
  - حاصل‌ضرب بیرونی
  - حاصل‌ضرب تانسوری

## حاصل‌ضرب دکارتی
در نظریه مجموعه‌ها، حاصل‌ضرب دکارتی یک عملیات ریاضیاتی است که مجموعه‌ای (یا «مجموعهٔ حاصل‌ضرب») را از چند مجموعه تولید می‌کند. یعنی، برای مجموعه‌های A و B، حاصل‌ضرب دکارتی آن‌ها A × B، مجموعه‌ای است از تمام زوج مرتبها (a, b) که در آن a ∈ A و b ∈ B.
ردهٔ همهٔ اشیائی (از یک نوع) که دارای حاصل‌ضرب دکارتی‌اند، ردهٔ دکارتی نامیده می‌شود. بسیاری از این رده‌ها بستهٔ دکارتی هستند. مجموعه‌ها نمونه‌ای از این اشیاءند.

## حاصل‌ضرب تهی
حاصل‌ضرب تهی برای اعداد و بیشتر ساختارهای جبری برابر با ۱ است (عنصر همانی ضرب)، همان‌گونه که جمع تهی برابر با ۰ است (عنصر همانی جمع). با این حال، مفهوم حاصل‌ضرب تهی کلی‌تر است و در منطق، نظریه مجموعه‌ها، برنامه‌نویسی رایانه‌ای و نظریه رده‌ها نیاز به بررسی ویژه دارد.

## حاصل‌ضرب‌ها در ساختارهای جبری دیگر
حاصل‌ضرب‌ها در دیگر گونه‌های ساختار جبری شامل موارد زیر می‌شوند:
حاصل‌ضرب دکارتی مجموعه‌ها
حاصل‌ضرب مستقیم گروه‌ها و همچنین حاصل‌ضرب نیمه‌مستقیم، حاصل‌ضرب بافت‌دار و حاصل‌ضرب حلقه‌ای
حاصل‌ضرب آزاد گروه‌ها
حاصل‌ضرب حلقه‌ها
حاصل‌ضرب ایده‌آل‌ها
حاصل‌ضرب فضاهای توپولوژیکی
حاصل‌ضرب ویک متغیرهای تصادفی
حاصل‌ضرب کَپ، حاصل‌ضرب کاپ، حاصل‌ضرب ماسی و حاصل‌ضرب مورب در توپولوژی جبری
حاصل‌ضرب سمَش و مجموع گُوِه‌ای (که گاه «حاصل‌ضرب گوه‌ای» نیز خوانده می‌شود) در هموتوپی

برخی از حاصل‌ضرب‌های بالا نمونه‌هایی از مفهوم کلی حاصل‌ضرب درونی در یک ردهٔ مونوئیدی هستند؛ بقیه نیز از راه مفهوم حاصل‌ضرب در نظریه رده‌ها توصیف می‌شوند.

## حاصل‌ضرب در نظریه رده‌ها
تمام نمونه‌های پیش‌گفته، حالت‌های خاص یا نمونه‌هایی از مفهوم کلی حاصل‌ضرب هستند. برای بررسی کلی مفهوم حاصل‌ضرب، بنگرید به حاصل‌ضرب (نظریه رده‌ها). این مقاله توصیف می‌کند که چگونه می‌توان دو شیء از یک نوع را ترکیب کرده و شیئی دیگر (احتمالاً از نوعی دیگر) پدید آورد.
همچنین در نظریهٔ رده‌ها، مفاهیم زیر وجود دارند:
حاصل‌ضرب الیافه‌ای یا پیش‌نگاشت
ردهٔ حاصل‌ضرب، که رده‌ای است حاصل‌ضرب رده‌ها
فرا-حاصل‌ضرب در نظریه مدل‌ها
حاصل‌ضرب درونی یک ردهٔ مونوئیدی که جوهرهٔ حاصل‌ضرب تانسوری را توصیف می‌کند

## سایر گونه‌های حاصل‌ضرب
انتگرال حاصل‌ضرب تابع (معادل پیوستهٔ حاصل‌ضرب دنباله‌ای یا نسخهٔ ضربیِ انتگرال معمول/جمعی). انتگرال حاصل‌ضرب را همچنین «حاصل‌ضرب پیوسته» یا «انتگرال ضربی» نیز می‌نامند.
ضرب مختلط، بخشی از نظریه منحنی‌های بیضوی